# Mayte Pérez
María Teresa Pérez Esteban (Teruel, 14 de mayo de 1972), conocida como Mayte Pérez, es una política española. Fue consejera de Presidencia y Relaciones Institucionales del Gobierno de Aragón entre 2019 y 2023.

## Reseña biográfica
Diplomada y graduada en Trabajo Social, Pérez es funcionaria y tiene un máster en Liderazgo y Gestión Pública.
Desde enero de 2018 es secretaria general del PSOE en la provincia de Teruel. Asimismo, es miembro de la Ejecutiva y Comité Regional del PSOE Aragón.
Fue elegida diputada a las Cortes de Aragón por Teruel en 2003, en la segunda legislatura de Marcelino Iglesias. En 2005 renunció a su escaño al ser nombrada directora general de Vivienda y Rehabilitación del Gobierno de Aragón, cargo que ejerció hasta su nombramiento como diputada en la VII Legislatura (2007-2011), en la que fue vicepresidenta primera de la Cámara.
Elegida diputada por Teruel en la VIII Legislatura (2011-2015), en ese periodo ejerció como portavoz del PSOE en la comisión de Educación de las Cortes de Aragón.
Fue designada consejera de Educación, Cultura y Deporte del Gobierno de Aragón en 2015, cargo que ejerció hasta agosto del 2019, cuando fue nombrada consejera de Presidencia y Relaciones Institucionales del Gobierno de Aragón.
En junio de 2023, tras la derrota de la coalición de gobierno en las urnas y el consiguiente paso del PSOE a la oposición, fue nombrada portavoz socialista en las Cortes de Aragón. Cesó como tal en marzo de 2025, cuando la ejecutiva electa por el 18º Congreso Regional (liderada por Pilar Alegría) convino proponerla como senadora por designación autonómica. Su puesto en el parlamento fue asumido por el altoaragonés Fernando Sabés Turmo.